# Luka Gregorc
Luka Gregorc (* 14. Februar 1984 in Ljubljana) ist ein ehemaliger slowenischer Tennisspieler.

## Karriere
Gregorc war ein erfolgreicher Spieler auf der ITF Junior Tour, wo er mit Platz 9 seine höchsten Platzierung erreichte. Im Doppel erreichte er bei allen vier Junior-Grand-Slam-Turnieren mindestens das Viertelfinale. In Wimbledon 2001 erreichte er mit Ryan Russell das Halbfinale. Im Einzel war in Wimbledon 2002 das Viertelfinale sein bestes Resultat, das er bei den US Open 2001 ebenfalls erreichen konnte.
Die Transition zu den Profis erfolgte 2002. In diesem Jahr gewann er im Doppel seinen ersten Titel auf der ITF Future Tour, der am niedrigsten dotierten Profitour. 2004 und 2005 folgte im Doppel je ein weiterer Titel; im Einzel gewann er zwei Titel – 2006 und 2011 jeweils einen. Im Doppel stieg er bis auf Platz 557 im Jahr 2005. Auf der Challenger Tour war sein bestes Resultat das Erreichen eines Halbfinals 2011 in Savannah.
Erfolgreicher war er im Einzel, wo er 2006 das erste Mal in die Top 500 der Tennisweltrangliste einzog. Schon ein Jahr zuvor wurde ihm eine Wildcard zuteil, mit der er in Peking sein erstes Match auf der ATP Tour spielte. Dort verlor er gegen Wang Yu. Im Mai 2006 erreichte er sein erstes Viertelfinale auf der ATP Challenger Tour in Atlanta. 2006 bekam er abermals eine Wildcard in Peking und gewann an selber Stelle gegen Wang Yu und damit sein erstes ATP-Match. In der Folgerunde unterlag Nikolai Dawydenko. In der Folgezeit bis Mitte 2008 versuchte er sich oft in der Qualifikation zu World-Tour-Events, scheiterte jedoch meist früh, sodass er nie über einen Platz in den Top 400 hinauskam. Seinen größten Karriereerfolg erreichte er 2008 in New Haven. Nach drei Siegen in der Qualifikation stand er im Hauptfeld. Dort überraschte er durch Siege gegen José Acasuso (ATP 52), Ivo Karlović (ATP 14) und Andreas Seppi (ATP 31), also deutlich über ihm platzierte Gegner. Erst im Halbfinale verlor er gegen Marin Čilić in zwei Sätzen. Wenige Monate später zog Gregorc in Knoxville in sein einziges Challenger-Finale ein, das er gegen Bobby Reynolds verlor. Zudem konnte er sich 2009 durch die Qualifikation von Wimbledon kämpfen, wodurch er zu seiner einzigen Grand-Slam-Teilnahme kam, bei der er gegen Tommy Robredo in vier Sätzen verlor. Im August stand er mit Platz 172 auf seinem Karrierehoch, bevor die Punkte vom Halbfinale in New Haven aus der Zählung fielen und er wieder außerhalb der Top 300 stand. In vorherige Höhen konnte er nicht mehr steigen, die meiste Zeit blieb er bis Ende seiner Karriere 2013 außerhalb der Top 300 gelistet. Das letzte Viertelfinale auf der Challenger Tour konnte er 2011 in Shanghai erreichen. Mit der Teilnahme an Wimbledon wurde Gregorc zum ersten slowenischen Mann, der ein Grand-Slam-Turnier spielte.
Zwischen 2004 und 2011 spielte Gregorc in 11 Begegnungen für die slowenische Davis-Cup-Mannschaft, für die er 9 Matches gewann und 7 verlor.